# Mokraia Ielmuta
Mokraia Ielmuta (en rus: Мокрая Ельмута) és un poble (una khútor) de l'óblast de Rostov, a Rússia, segons el cens rus del 2010 tenia 596 habitants. Pertany al districte de Proletarsk.